# Jacques-Nicolas de Fleuriot de La Freulière
Jacques-Nicolas de Fleuriot de La Freulière (* 30. Oktober 1738 in Ancenis; † 20. Oktober 1824 in Oudon) war ein französischer Offizier und Truppenführer der Armée catholique et royale de Vendée während des dortigen Aufstands.

## Militärkarriere
Bis 1789 diente er in der königlichen Armee, in der er für 1780 mit dem Rang eines Capitaine in der Kavallerie genannt wird. 1785 wurde ihm der Orden eines Chevalier des Ordre royal et militaire de Saint-Louis verliehen, und er wechselte als Maréchal des logis in die Garde du corps du roi.
Nach dem Ausbruch der Unruhen in der Vendée wechselte er unverzüglich in das Lager der Gegenrevolution, wo er Stellvertreter von Charles de Bonchamps wurde. Nach dessen Tod kämpfte er unter dem Befehl von Stofflet und war am Galerne-Marsch (Virée de Galerne) beteiligt.
Im Dezember 1793, nach der Überquerung der Loire durch La Rochejaquelein und Stofflet bei Ancenis, waren die Weißen ohne Anführer. Fleuriot, der dem Prince de Talmont (Antoine-Philippe de La Trémoille) vorgezogen wurde, übernahm die Führung der Reste der Vendée-Armee. Er führte sie nach Blain und dann nach Savenay, wo sie von den Republikanern eingeholt und in der Schlacht bei Savenay massakriert wurde. Fleuriot gelang es, dem Massaker zu entkommen, die Loire erneut zu überqueren und sich der Armee von François Athanase de Charette de la Contrie anzuschließen.
Jacques-Nicolas de Fleuriot de La Freulière war im Februar 1795 einer der Unterzeichner des Vertrages von La Jaunaye. Im Gegensatz zu den meisten seiner Vorgesetzten überlebte er den Aufstand unbeschadet und starb 1824 in der wiederhergestellten Bourbonenmonarchie in seiner „Villa d’Omblepied“.

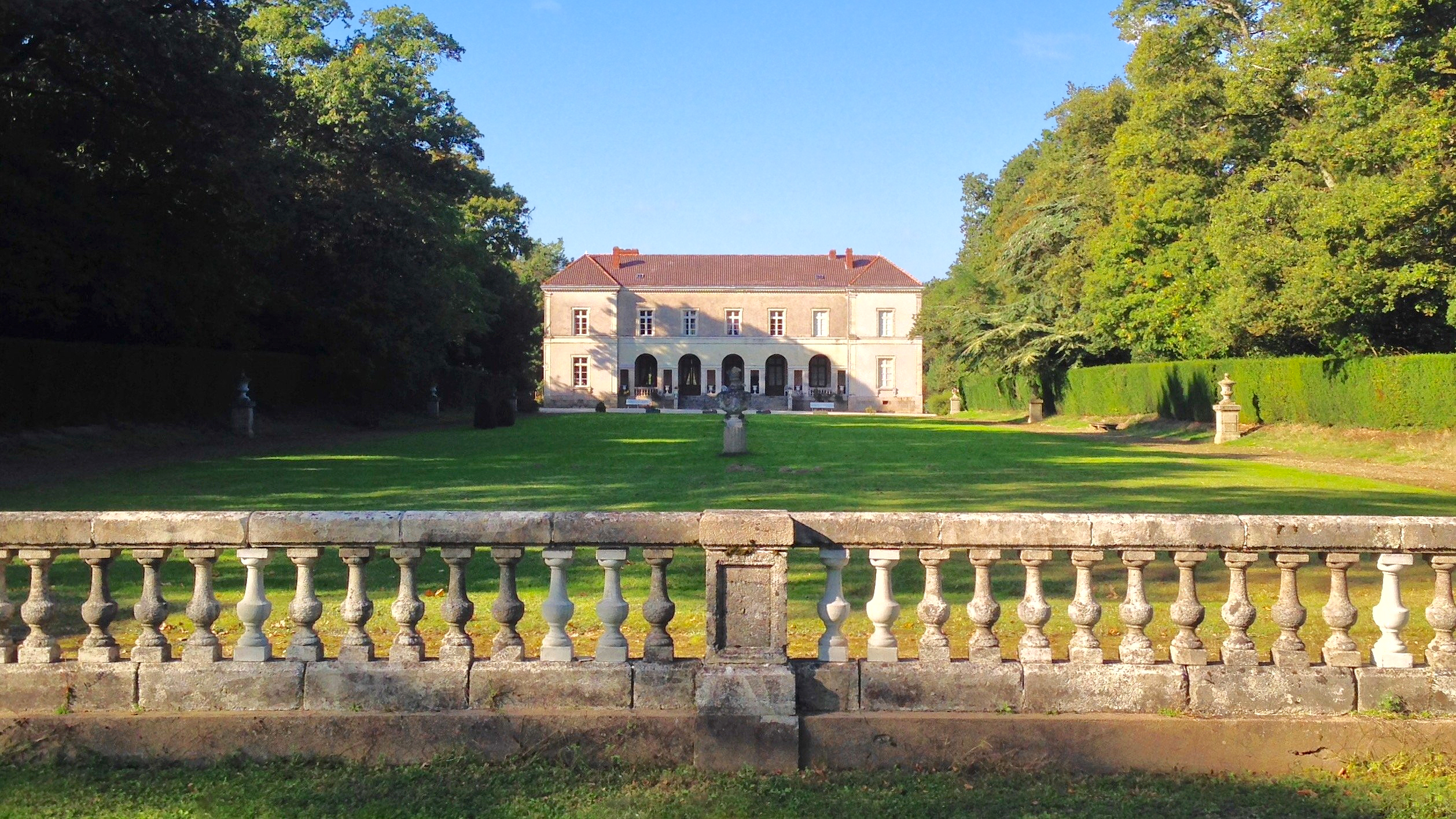
Villa d’Omblepied